# Andor György (közgazdász, 1968)
Andor György (Budapest, 1968–) az Eötvös Loránd Tudományegyetem Gazdaságtudományi Kar dékánja 2021. július 12-től.

## Tanulmányai
1994-ben egyetemi doktori fokozatokat szerzett a Budapesti Corvinus Egyetemen és a Budapesti Műszaki és Gazdaságtudományi Egyetemen, majd 1999-ben szerzett PhD-t közgazdaságtudományból a Budapesti Műszaki és Gazdaságtudományi Egyetemen. 2018-ban habilitált a Pécsi Tudományegyetemen, 2019-től egyetemi tanár. 

## Munkássága
2021. augusztus 1-től Andor Györgyöt választották az ELTE Gazdaságtudományi Kar dékánjává.
2024 márciusában a Budapesti Gazdasági Egyetem rektorává választották.